# Andowik
Andowik, wojownik andyjski (Spizaetus isidori) – gatunek dużego drapieżnego ptaka z rodziny jastrzębiowatych (Accipitridae), zamieszkujący Amerykę Południową. Zagrożony wyginięciem.

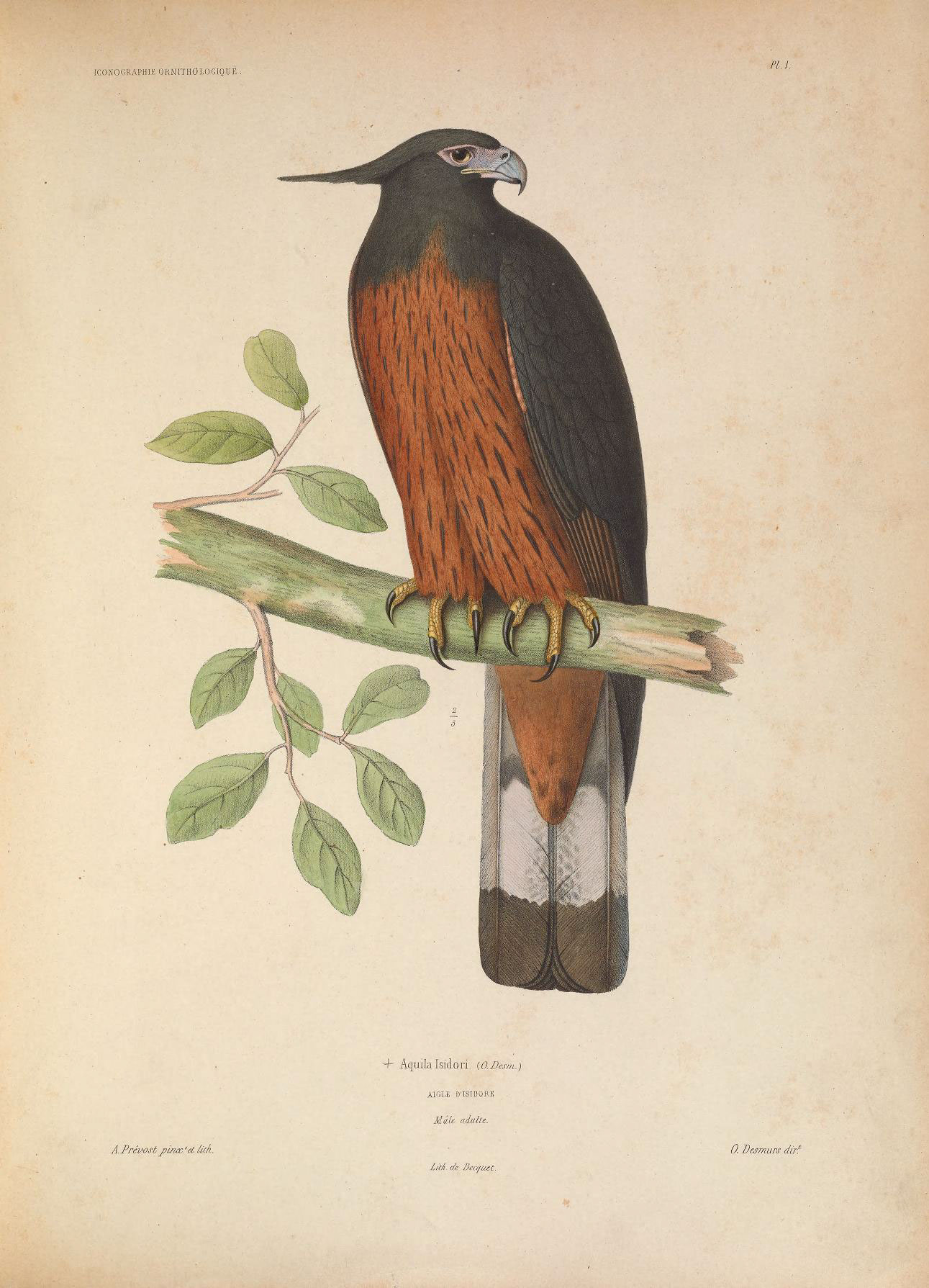
Andowik na rysunku z publikacji Iconographie ornithologique des Mursa (1849)

TaksonomiaGatunek ten po raz pierwszy formalnie opisał Marc Athanase Parfait Œillet des Murs w 1845 roku, nadając mu nazwę Falco Isidori. Autor jako miejsce typowe wskazał Bogotę w Wenezueli. Gatunek bywał wydzielany do osobnego, monotypowego rodzaju Oroaetus, ale obecnie zalicza się go do rodzaju Spizaetus. Nie wyróżnia się podgatunków.
MorfologiaDługość ciała 60–80 cm, rozpiętość skrzydeł 144–166 cm. Samice są podobne do samców, ale większe – nawet do 14%.
WystępowanieWystępuje w długim, ale wąskim i miejscami pofragmentowanym pasie ciągnącym się od Wenezueli przez Kolumbię, Ekwador, Peru, Boliwię do północno-zachodniej Argentyny. Żyje w wilgotnych, górskich lasach, zwykle na wysokościach 1500–2800 m n.p.m., choć spotykano go w zakresie 150–3800 m n.p.m.
RozródBuduje duże gniazdo z gałązek na wyróżniającym się drzewie bądź drzewie wyrastającym ze zbocza wąwozu. W zniesieniu jedno jajo.
PożywienieŻywi się głównie dużymi ptakami (np. czubaczami) i nadrzewnymi ssakami (np. wiewiórkowatymi).
StatusW Czerwonej księdze gatunków zagrożonych Międzynarodowej Unii Ochrony Przyrody andowik od 2014 roku ma status gatunku zagrożonego (EN – Endangered). Powodem takiego sklasyfikowania gatunku jest jego nieliczna i wciąż malejąca populacja (szacowana liczba osobników dorosłych mieści się w przedziale 250–999). Głównymi zagrożeniami są: utrata siedlisk, głównie wskutek przekształcania ich w tereny rolnicze, wycinka lasów w celu pozyskiwania drewna oraz prześladowania ze strony ludzi uważających go za szkodnika drobiu.